# Monte Mário
Ne doit pas être confondu avec Monte Mario.
Monte Mário est une localité de Sao Tomé-et-Principe située au sud de l'île de Sao Tomé, dans le district de Caué. C'est une ancienne roça.

## Population
Lors du recensement de 2012, le village comptait 200 habitants.